# Augustusburg és Falkenlust kastélyok
Az Augustusburg és Falkenlust kastélyok a Rajna-vidéki Brühl város keleti felén találhatóak, és a régió legjelentősebb barokk és rokokó műemlékei közé tartoznak. A két kastélyt a kastélyparkon áthaladó sétány köti össze.

## Történet
A kölni érsekeknek már a 12. században volt itt birtokuk és vadasparkjuk. 1284-ben Siegfried von Westerburg kölni érsek építtetett egy vizesárokkal körülvett várat, amely 1298-ra készült el. Walram von Jülich érsek alatt a várat megerősítették. Ez a vár 1689-ig maradt fenn, ekkor a franciák lerombolták.

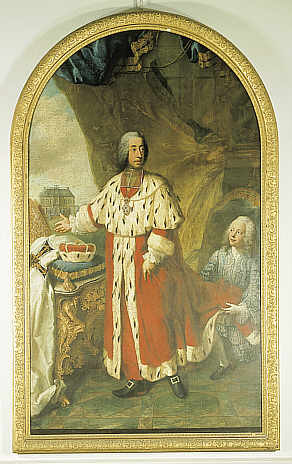
Kelemen Ágost (Georges Desmarées festménye)

I. Kelemen Ágost kölni érsek (1700–1761) a Wittelsbach-házból a romok helyén építtette az Augustusburg kastélyt. A munkálatok 1725-ben kezdődtek Johann Conrad Schlaun vesztfáliai építész tervei alapján. Az új épületet 1728-ban alakította ki François de Cuvilliés müncheni udvari építőmester a régence és korai rokokó stílusában. Ebben az időben keletkezett a nyugati szárny is a galériákkal. A lépcsőház Johann Balthasar Neumann alkotása (1740–1746), a belső munkálatokat Johann Heinrich Roth vezette.
A Falkenlust vadászkastélyt 1729–1740 között de Cuvilliés építette az Amalienburg mintájára. 1730-ban egy gazdag díszítésű kápolnát emeltek a vadászkastély parkjába. 1760-ban Casanova itt adott díszvacsorát a kölni polgármesternének.
A második világháború vége felé az Augustusburg kastély súlyosan károsodott, de már 1946-ban elkezdték a helyreállítást. A vadászkastély is átfogó restaurálásra szorult. 1994-ig a német államfő a kastélyban adott fogadásokat állami vendégek részére.

## Leírás

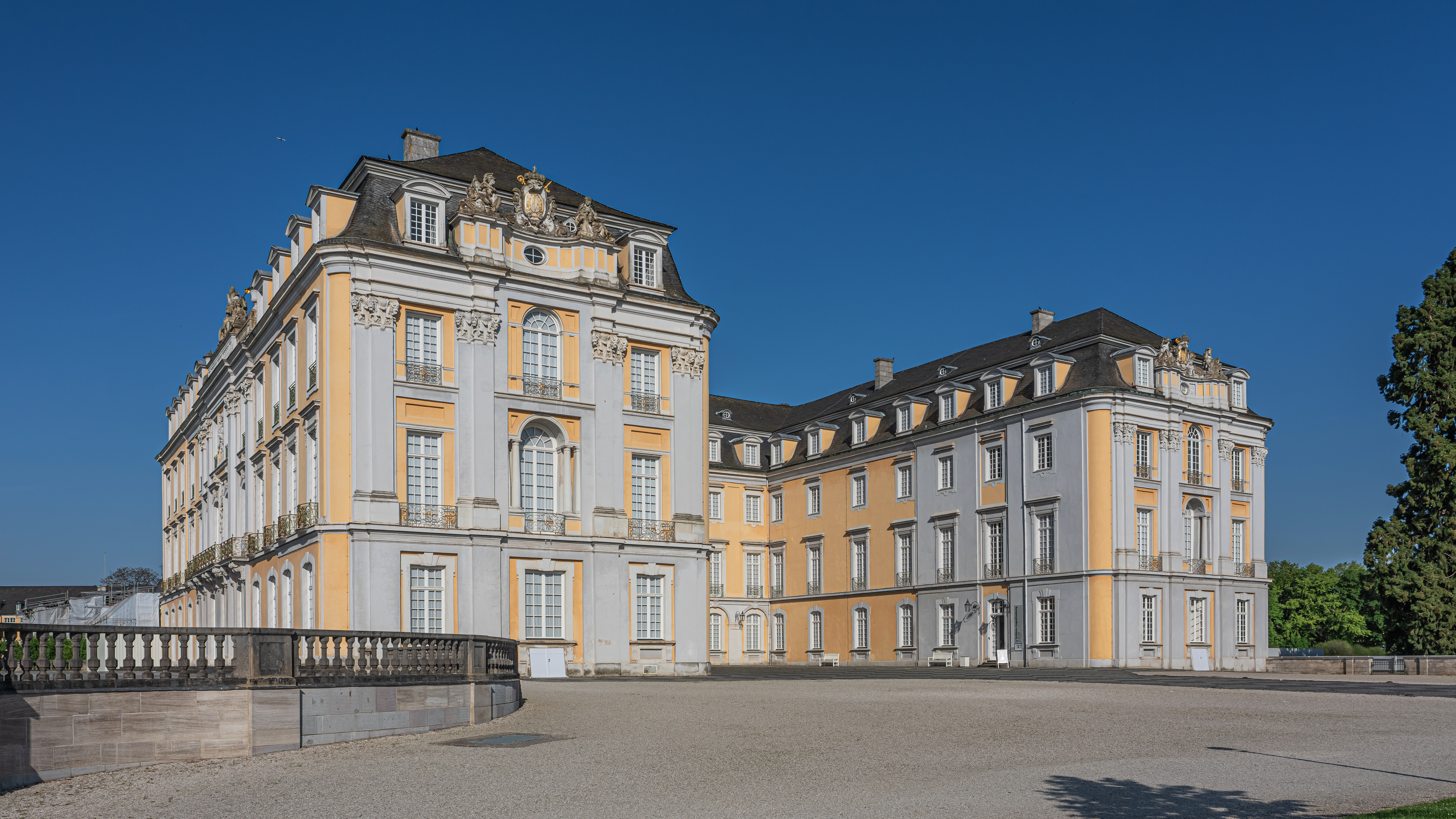
Az Augustusburg kastély keleti oldala

Az Augustusburg kastély kontytetős, háromszárnyas épület, amely egy díszudvart fog közre. Az északi és déli szárny homlokzata a német barokk legjelentősebb alkotásai közé tartoznak.
Az első emeleti gárdatermet sárga és zöld márványstukkók díszítik és oszlopok tagolják. A mennyezeti freskó Carlo Carlone alkotása. Az egész terem a Wittelsbach család dicsőségét hirdeti. Carlo Carlone műve a lépcsőházban levő mennyezeti freskó is. A stukkók alkotói Giuseppe Artario, Carlo Pietro Morsegno és Joseph Anton Brillie. A második világháborúban megsérült lépcsőházat lengyel restaurátorok segítségével hozták helyre.
Az 1493-ban felszentelt kastélykápolna korábban ferencrendi kolostor volt. Az impozáns oltár Balthasar Neumann munkája (1735).
A Falkenlust vadászkastély főépületének a tetején egy kilátó található, ahonnan a sólyomvadászatot lehetett figyelemmel kísérni. A főépületet két melléképület kíséri, ahonnan egy-egy kovácsoltvas rács ível előre.
A vadászkastély földszintje az Amalienburghoz igazodik. Mindkét épületben a központi tengelyen egy előtér helyezkedik el, amely a szalonba vezet. Mögötte egy-egy hálószoba, dolgozószoba és öltözőszoba található a herceg és a vendége részére. A kastély déli oldalán helyezkedik el a lépcsőház, amelyet holland csempék díszítenek. A Laurenz de la Roque által festett mennyezeti képek vadászjeleneteket ábrázolnak. Az ebédlőben található Kelemen Ágost bátyjának, a későbbi VII. Károly német-római császárnak életnagyságú arcképe.

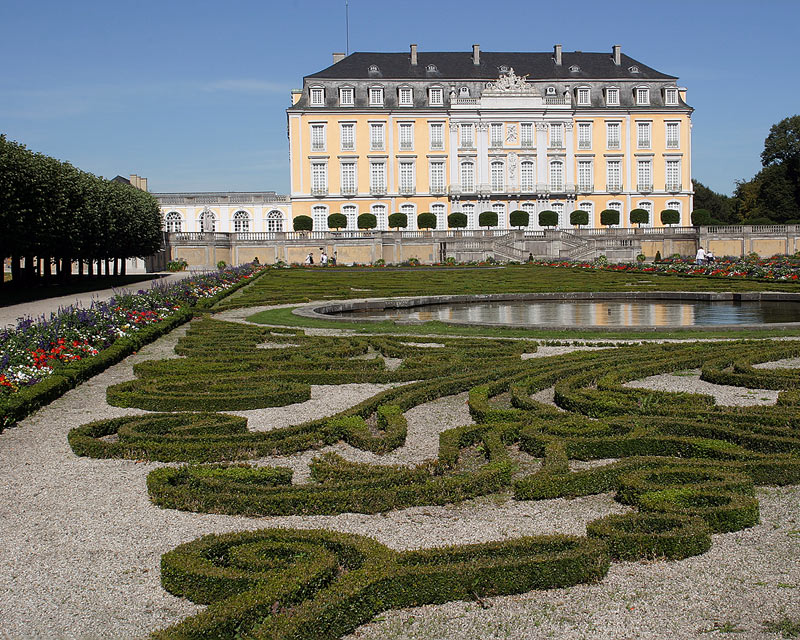
Az Augustusburg kastély

A kert tervei Dominique Girardtól származnak: a kastély déli oldalán kétrészes francia kertet alakítottak ki, amelyet a 19. században Peter Joseph Lenné tervei alapján angolparkká alakítottak át. A kastélypark érintetlenül hagyott 50 hektáros részét, a 300 éves fákkal és gazdag állat- és növényvilágával természetvédelmi területté nyilvánították.

## Fordítás
Ez a szócikk részben vagy egészben a Schlösser Augustusburg und Falkenlust című német Wikipédia-szócikk ezen változatának fordításán alapul.  Az eredeti cikk szerkesztőit annak laptörténete sorolja fel. Ez a jelzés csupán a megfogalmazás eredetét és a szerzői jogokat jelzi, nem szolgál a cikkben szereplő információk forrásmegjelöléseként.